# Новоспаське (Александровський район)
Новоспа́ське (рос. Новоспасское) — село у складі Александровського району Оренбурзької області, Росія.

## Населення
Населення — 124 особи (2010; 282 у 2002).
Національний склад (станом на 2002 рік):
- росіяни — 95 %